# Thureonella
Thureonella is een geslacht van vliesvleugeligen uit de familie Pteromalidae. De wetenschappelijke naam van dit geslacht is voor het eerst geldig gepubliceerd in 1990 door Gijswijt.

## Soorten
Het geslacht Thureonella is monotypisch en omvat slechts de volgende soort:
- Thureonella punctata Gijswijt, 1990